# Satyrium tanakai
Satyrium tanakai is een vlinder uit de familie van de Lycaenidae. De wetenschappelijke naam van de soort werd als Strymon tanakai in 1948 gepubliceerd door Shirôzu.